# Acampsis brasiliensis
Acampsis brasiliensis är en stekelart som beskrevs av Penteado-dias 1996. Acampsis brasiliensis ingår i släktet Acampsis och familjen bracksteklar. Inga underarter finns listade i Catalogue of Life.